# Теряево (Орловская область)
Теряево — деревня в Покровском районе Орловской области России.
Входит в состав Берёзовского сельского поселения.

## География
Расположена на правом берегу реки Труды западнее деревни Гремячье и юго-восточнее деревни Раевка. Южнее Теряево находится автомобильная дорога, выходящая на автомагистраль Р-119.
В деревне имеются — переулок Заречный и улица Зелёная.

## Население
| 2010 |
| ---- |
| 37   |